# Rock and Roll / Otto belle signore
Rock and Roll/Otto belle signore è un doppio album del cantautore Don Backy, pubblicato dall'etichetta discografica G & G Records nel 1988.

## Tracce
LP (1988, G & G Records, 2 NEM 47301)
Rock and Roll
Lato A
Testi e musiche di Don Backy.
1. Rock and Roll – 4:00
2. Vento di fuoco – 2:35
3. Cosmo – 4:33
4. Flashback – 4:01

Lato B
Testi e musiche di Don Backy.
1. Magica magia – 5:12
2. Ieri – 4:09
3. Bar Renata – 3:42
4. Terra – 5:07

Otto belle signore
Lato C
Testi e musiche di Don Backy, Detto, Don Backy.
1. L'immensità – 3:09
2. Un sorriso – 3:14
3. Serenata – 3:27
4. L'amore – 3:52

Lato D
Testi e musiche di Don Backy, Detto, Don Backy.
1. Canzone – 3:07
2. Casa bianca – 2:17
3. Samba – 3:10
4. Poesia – 3:39

## Musicisti
Rock and Roll
- Don Backy – voce, autore, cori
- Stefano Cenci – pianoforte, tastiere, cori, arrangiamenti
- Claudio Trippa – chitarra
- Lanfranco "Titti" Fornari – batteria
- Cesare Chiodo – basso

### Altri musicisti
- Gianfranco Polito – contrabbasso (all'inizio del brano: "Bar Renata"), cori
- Roberto Polito – percussioni (brano: "Bar Renata"), cori
- Bruno Maugliani – sassofono (brani: "Vento di fuoco" e "Bar Renata")
- Giovanni Crialesi – tromba (brano: "Bar Renata")
- Aldo De Santis – tromba (brano: "Bar Renata")
- Stefano "Cocco" Cantini – sassofono (brano: "Ieri")
- Claudio Pezzale – solo di sassofono (brano: "Magica magia")
- Danilo Terenzi – solo di trombone (brano: "Magica magia")
- Domenico Riina – tromba (brano: "Magica magia")
- Massimo Pacciani – percussioni (qua e là)
- Massimo Ida – tastiere, percussioni (qua e là)
- Edda Dell'Orso – gorgheggio (all'inizio del brano: "Terra")
- Sabrina Zoppi – cori (brano: "Vento di fuoco")
- Donatella Paserio – cori (brano: "Cosmo")
- Cristina Bozzi – cori (brano: "Bar Renata")
- "Chico" – cori (brano: "Cosmo")
- Enzo Polito – cori (brano: "Bar Renata")

### Produzione
- Registrazioni effettuate presso gli studi Kosmo (Roma) e RPR (Empoli)
- Claudio Trippa – ingegnere delle registrazioni
- Franco Maiani – ingegnere dei missaggi (brani: "Terra", "Vento di fuoco", "Cosmo" e "Flashback" - RPR Empoli)
- Massimo Ida – ingegnere dei missaggi (brani: "Rock and Roll", "Magica magia", "Ieri" e "Bar Renata" - Studio Master - Grottaferrata)
- Stefano Cenci e Claudio Trippa – assistenti ai missaggi
- Stefano Toti – sinth programmer
- Marcello Spiridioni – trasferimento su disco (Studi Rca)
- Piero Mannucci – assistente al trasferimento

Otto belle signore

## Musicisti
- Don Backy – voce
- Stefano Cenci – tastiere, pianoforte, cori, arrangiamenti
- Claudio Trippa – chitarra
- Lanfranco "Titti" Fornari – batteria
- Cesare Chiodo – basso
- Luca Marzantonio – sassofono
- Cristina Bozzi – cori
- Francesco Luzzi – cori

### Altri musicisti
- Roberto Polito – drumprogrammer (brano: "Samba")
- Massimo Ida – tastiere, percussioni (brani: "Samba" e "Serenata")

### Produzione
- Registrazioni e missaggi (tranne: "Samba" e "Serenata") effettuate al "Ghost-studio" di Acqupendente
- Francesco Luzzi – ingegnere delle registrazioni e missaggi
- Stefano Cenci e Cesare Chiodo – assistenti al missaggio
- Missaggi brani "Samba" e "Serenata", mixati presso Master-studio di Grottaferrata
- Massimo Ida – ingegnere dei missaggi (brani: "Samba" e "Serenata")
- Marcello Spiridioni – trasferimento su disco (Studi Rca)
- Piero Mannucci – assistente al trasferimento[1]